# Pedro Mateu
Pedro Mateu Cusidó (Valls, 22 de abril de 1897-Cordes, 1982) fue un militante anarquista español que participó en el asesinato de Eduardo Dato.

## Biografía
Obrero metalúrgico, afiliado a la CNT, Pedro Mateu habría nacido en Tarragona en 1895, aunque otras fuentes dicen que esto tuvo lugar en Barcelona en 1898.
El 8 de marzo de 1921, en compañía de otros dos compañeros, Luis Nicolau y Ramón Casanellas, asesinó al entonces presidente del Gobierno español Eduardo Dato, líder del Partido Conservador desde 1913 a 1921 y Presidente del Gobierno en tres ocasiones, disparándole veinte tiros -de los cuales dos le alcanzaron en la cabeza- desde una moto con sidecar, cuando iba en el coche oficial al salir del despacho, a la altura de la Puerta de Alcalá en Madrid.
Pedro Mateu se quedó en Madrid después del atentado y fue detenido a los pocos días gracias a la declaración de los testigos de los hechos, que vieron por dónde huyeron los asesinos, y la de un mulero al que casi atropellan en su huida a la altura de la calle Arturo Soria, cuando circulaban sin luces, y que observó la casa en la que se escondían. Luis Nicolau huyó con su mujer a Berlín, donde fue detenido y extraditado a España. El tercero, Ramón Casanellas, huyó a Rusia desde donde escribió cartas al Tribunal exculpando a sus compañeros de los hechos. Este último fue propuesto como diputado, mientras estaba en el exilio, por el Partido Comunista de España durante las elecciones de 1931 y murió en un accidente de motocicleta en 1933.
A los dos primeros se les siguió procedimiento judicial junto con otros encausados que lo fueron como cómplices o encubridores (facilitándoles las armas, alojamiento o la compra de la moto) por los juzgados de Madrid, en los que fueron condenados a muerte, condena que se mantuvo en la apelación y que fue indultada en 1924 por cadena perpetua por el general Miguel Primo de Rivera. En prisión, Pedro Mateu se dedicó al estudio. Posteriormente, la amnistía concedida con la llegada de la Segunda República le permitió salir de la cárcel.
Durante la Guerra Civil participó en la columna Durruti, interviniendo en la toma de Caspe. Al terminar la Guerra se exilió a Francia. En el exilio ejerce cargos de responsabilidad llegando a ser coordinador secretario del Secretariado Intercontinental de la CNT (grupo mayoritario dentro de la Confederación Nacional del Trabajo -el otro grupo era la Coordinadora de Afinidades Libertarias-) de la que fue miembro hasta su muerte.
Terminó sus días como calderero en Toulouse donde se le llegó a hacer una entrevista (se publicó por el diario Pueblo de Madrid, en 1967) en la que se vanaglorió de haber cometido los hechos.